# Principauté de Salm-Kyrbourg
Salm-Kyrbourg (Salm-Kyrburg en allemand) est une principauté du Saint-Empire romain germanique, qui a existé entre 1499 et 1681, dans l'actuel Land de Rhénanie-Palatinat. Elle fait suite à l'éclatement de la Principauté de Salm.

## Histoire
La Principauté de Salm-Kyrbourg a été créée deux fois : la première fois en tant que Wild- et Rhinegraviate (séparé de la Haute-Salm), et la deuxième en tant que Principauté (succédant à l'ancienne Principauté de Salm-Leuze). Le premier état de Salm-Kyrburg a été divisé entre lui-même, Salm-Morhange et Salm-Tronecken en 1607, et a été hérité par Salm-en-Vosges en 1681 lors de l'extinction des lignes.
En 1742, Salm-Kyrbourg est élevée au rang de principauté ; elle partageait son vote au Reichstag avec Salm-Salm. Salm-Kyrbourg fut annexée par la France en 1798 ; cela a été reconnu par le Saint-Empire romain germanique dans le traité de Lunéville de 1801. En compensation, les princes ont obtenu de nouveaux territoires appartenant autrefois aux évêques de Münster en 1802, qui ont formé la Principauté de Salm nouvellement fondée.
Le titre complet utilisé par les princes de l'État ressuscité était "Prince de Salm-Kyrbourg, prince souverain d'Ahaus, Bocholt et Gemen (en), Wildgrave de Dhaun et Kyrbourg, Rhinegrave de Stein".

## Princes de Salm-Kyrbourg

### Wild- et Rhinegraves (1499–1681)
- John VII (1499–1531)
- John VIII (1531–1548)
- Otto I (1548–1607)
- John Casimir (1607–1651)
- George Frederick (1651–1681)

### Princes souverains (1743–1813)
- Philippe Joseph (en) (Wild- et Rhinegrave de Salm-Kyrbourg) (1743–1779)
- Frédéric III (1779–1794)
- Frédéric IV (1794–1813)

### Princes médiatisés en Prusse (1813–1921)
- Frederick IV de Salm Kyrbourg (1813–1859)
- Frederick V de Salm Kyrbourg (1859–1887)
- Frederick VI de Salm Kyrbourg (1887–1905)
- Yvonne de Salm Kyrbourg (1905-1921), née en 1884, morte en 1948, mariée avec Karl Udvary, baron Udvary de Udvard, dont postérité.